# Seseli campestre
Seseli campestre är en flockblommig växtart som beskrevs av Wilibald Swibert Joseph Gottlieb von Besser. Seseli campestre ingår i släktet säfferötter, och familjen flockblommiga växter. Arten har ej påträffats i Sverige.

## Bildgalleri

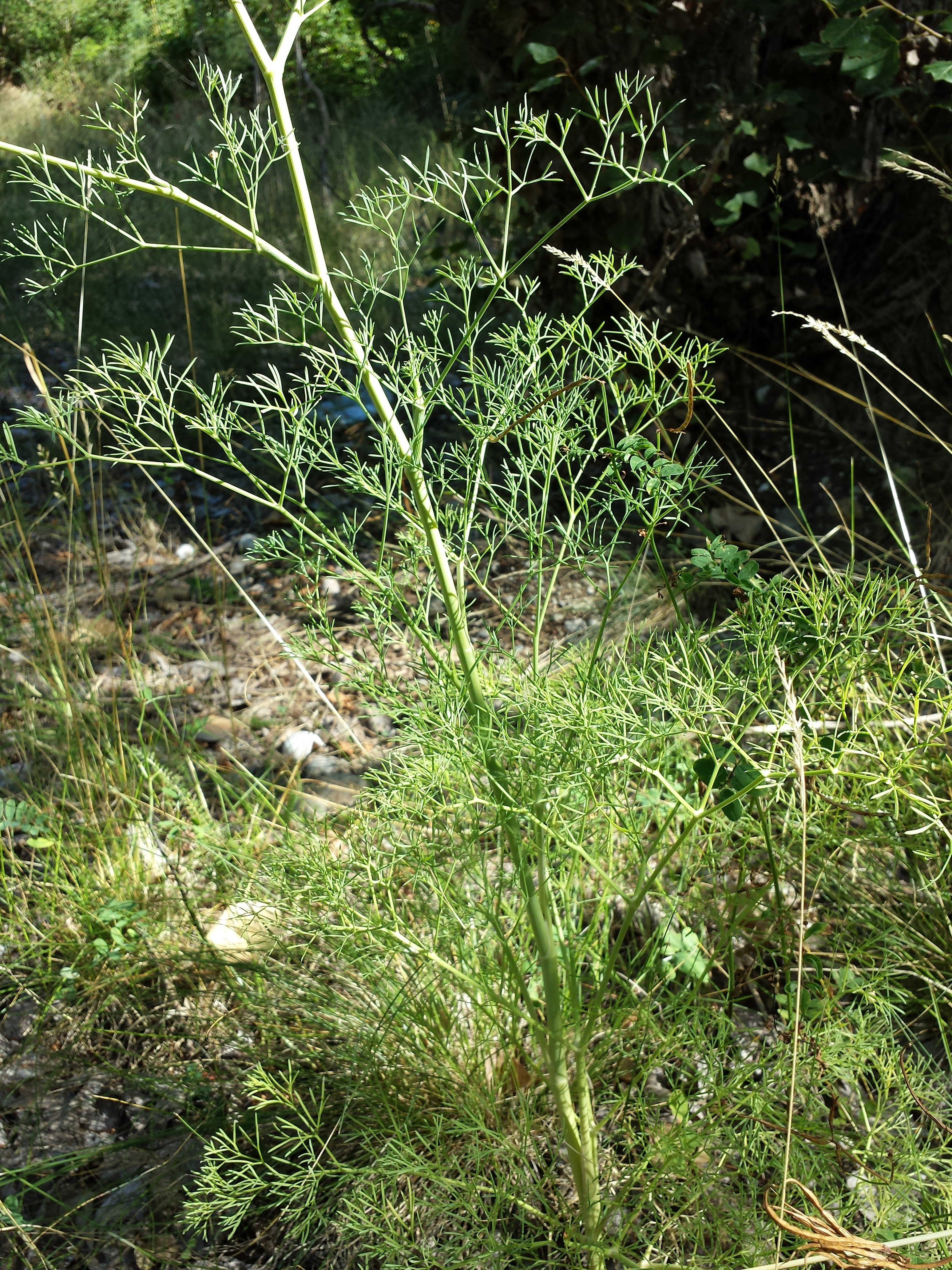
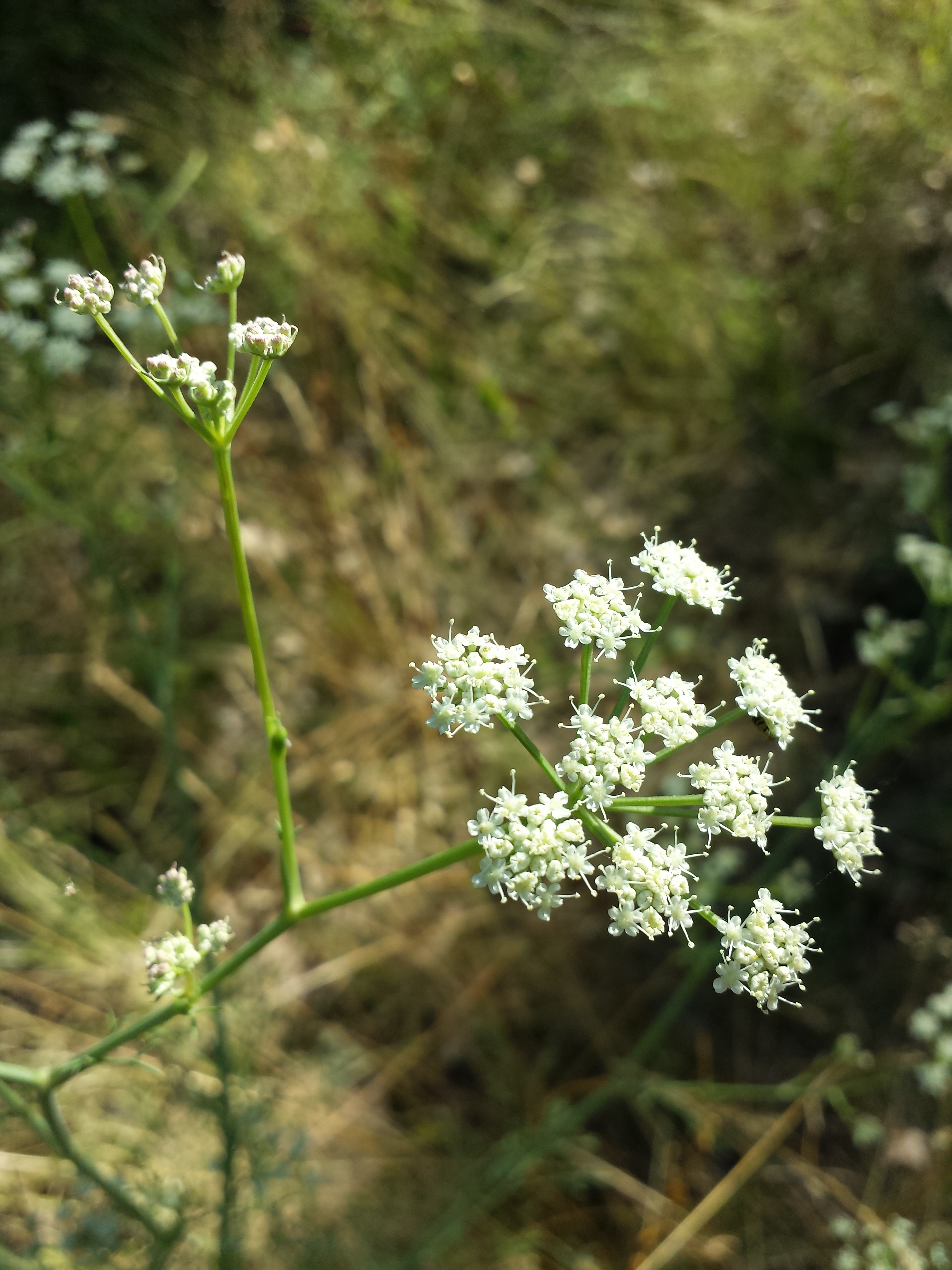
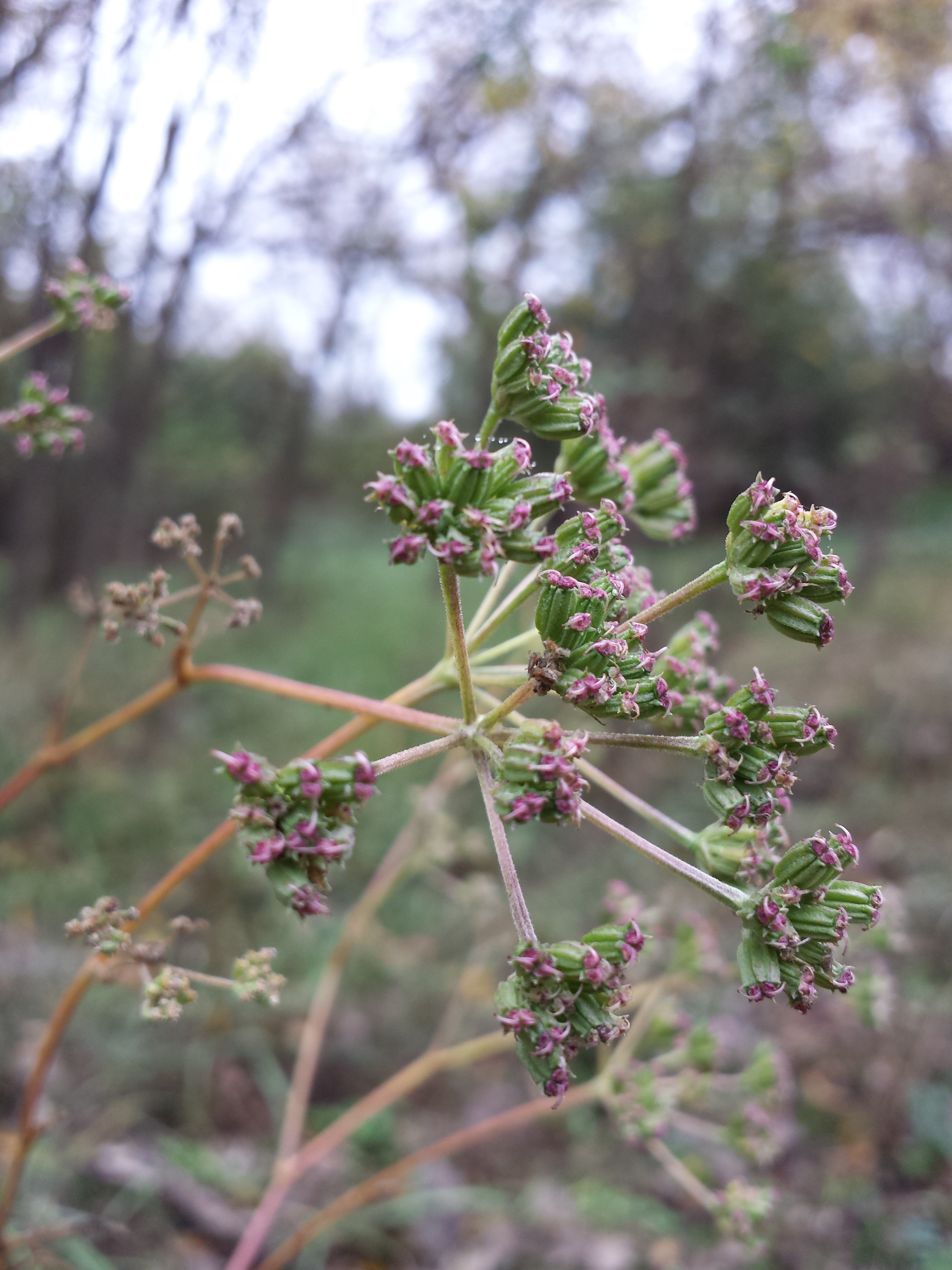
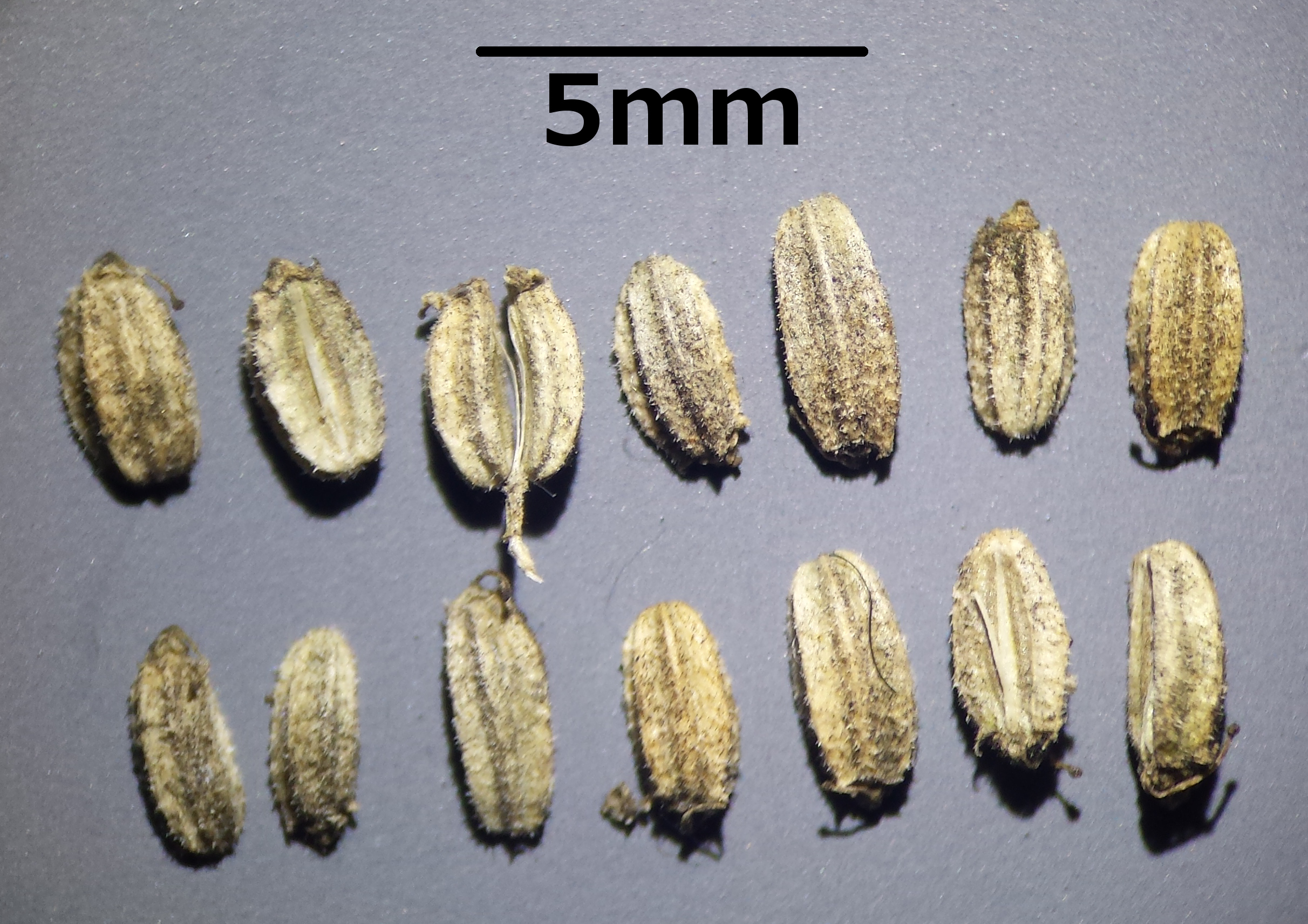
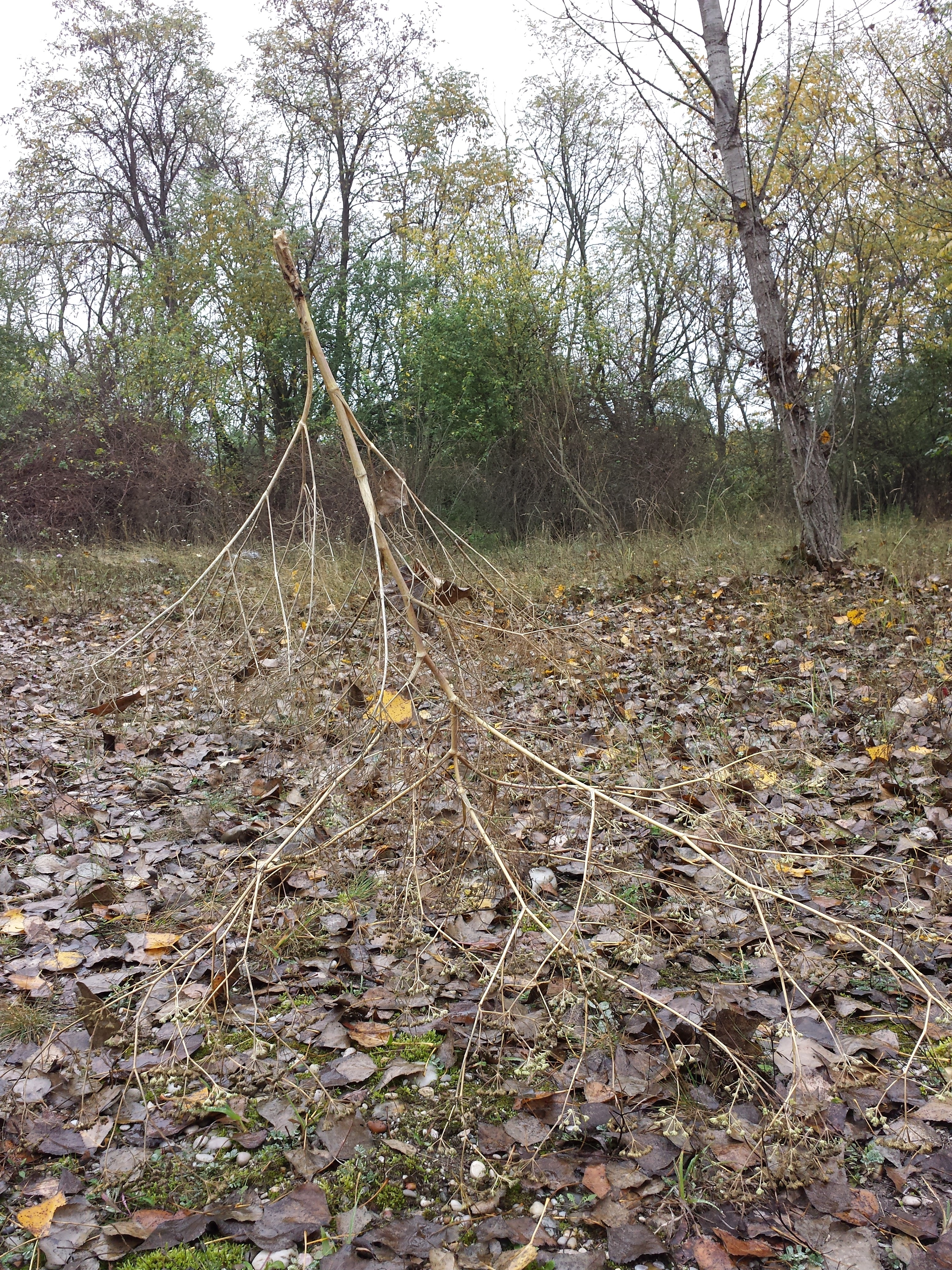
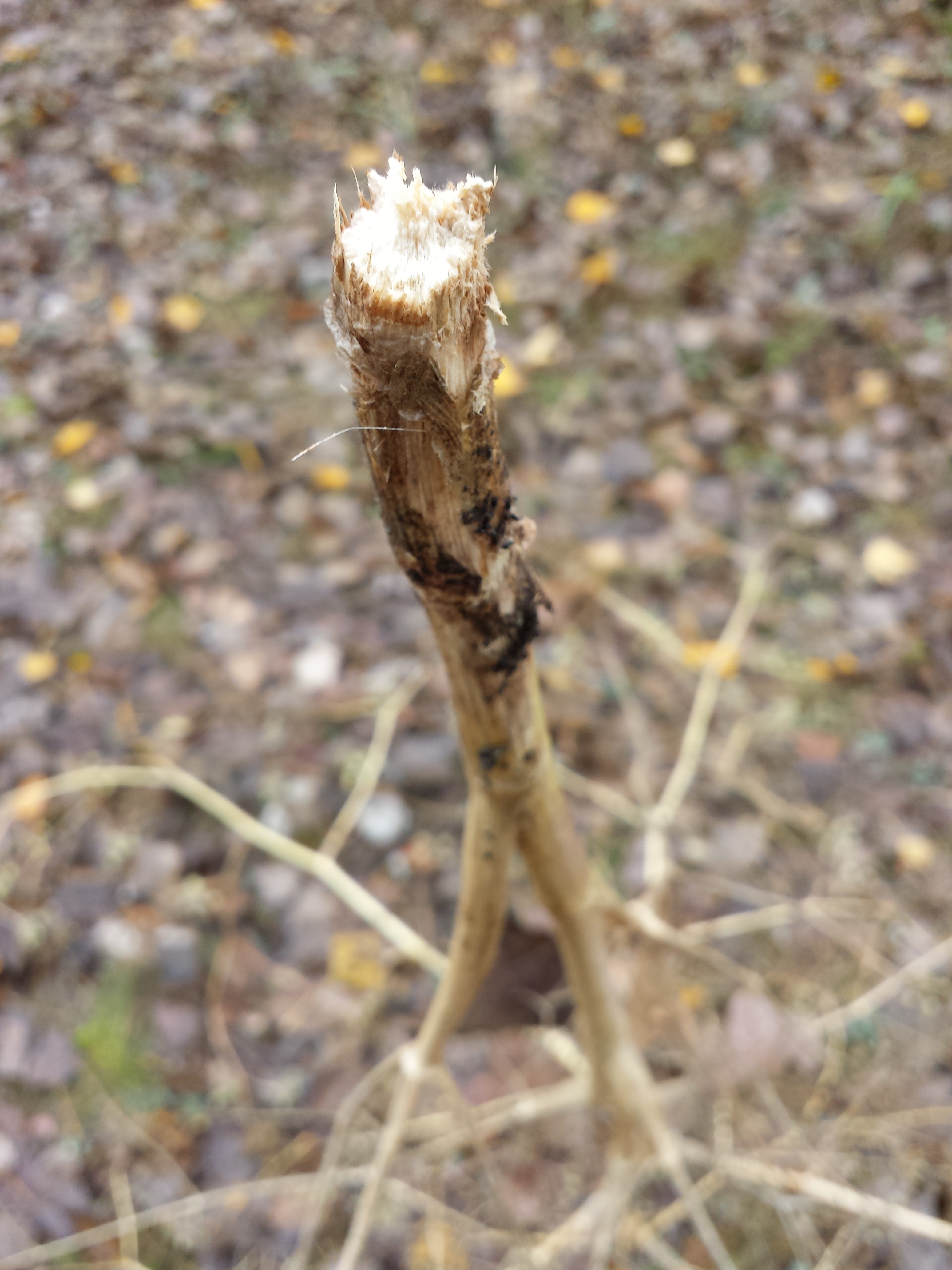